# مدرسه موزه هنرهای زیبا در تافتس
مدرسه موزه هنرهای زیبا در دانشگاه تافتس (به انگلیسی: School of the Museum of Fine Arts at Tufts University) مدرسه هنر دانشگاه تافتس، یک دانشگاه پژوهشی خصوصی در بوستون، ماساچوست است. این مدرسه هنر در مقطع کارشناسی و کارشناسی ارشد به هنرهای تجسمی اختصاص دارد.
این مدرسه وابسته به موزه هنرهای زیبا، بوستون است و همچنین عضو انجمن کالج‌های مستقل هنر و طراحی (اختصاری AICAD)، یک کنسرسیوم متشکل از ده‌ها مدرسه هنری پیشرو، در ایالات متحده است.